# Favia gravida
Espèce
Statut CITES
Favia gravida est une espèce de coraux appartenant à la famille des Faviidae ou la famille Mussidae.